# Diensdorf-Radlow
Diensdorf-Radlow är en kommun och ort i Landkreis Oder-Spree i förbundslandet Brandenburg i Tyskland. 
Kommunen bildades den 1 januari 1962 genom en sammanslagning av de tidigare kommunerna Diensdorf och Radlow.
Kommunen ingår i det administrativa kommunalförbundet Amt Scharmützelsee, där även kommunerna Bad Saarow, Langewahl, Reichenwalde och Wendisch Rietz ingår.